# Bolla speculativa
La bolla speculativa in economia è una particolare fase di mercato caratterizzata da un aumento considerevole e ingiustificato dei prezzi di uno o più beni, dovuto ad una crescita della domanda repentina e limitata nel tempo: alla fase di nascita e di crescita della bolla segue poi la fase di scoppio che tende a ripristinare i valori originali del bene in questione. Generalmente si parla di bolla speculativa con riferimento a mercati finanziari nei quali vengono trattate azioni, obbligazioni e titoli derivati, tuttavia la storia delle bolle speculative mostra come siano stati frequenti i casi di bolle che hanno riguardato beni materiali, come gli immobili.

## Descrizione

### Nascita di una bolla
L'eccesso di domanda che spinge verso l'alto in poco tempo il valore di un bene, di un servizio, di una impresa o più semplicemente di un titolo che rappresenta un qualche diritto sugli stessi, si può ricondurre all'irrazionale (o razionale) euforia di soggetti economici convinti che una nuova industria, un nuovo prodotto, una nuova tecnologia potranno offrire cospicui guadagni e registrare una crescita senza precedenti. Scatta, pertanto, la corsa all'acquisto del diritto, nella speranza di rivendere lo stesso ad un prezzo superiore. La corsa all'acquisto provoca un aumento del prezzo che conferma, agli occhi di molti, la bontà della precedente previsione di un futuro aumento del prezzo del diritto. Questo stimola ulteriormente gli acquisti e quindi fa aumentare ancora una volta il prezzo. La profezia in altri termini si autoavvera, inducendo nuovi soggetti economici ad acquistare i medesimi titoli. Tra questi, man mano che i valori crescono, si annoverano sempre più soggetti solitamente restii ad acquistare strumenti finanziari dal rischio elevato.

### Scoppio della bolla
Quando il valore dei titoli scende repentinamente e si assiste a un cambiamento radicale delle prospettive economiche retrostanti, si parla di scoppio della bolla speculativa.
L'eccesso di acquisto di un diritto, infatti, ad un certo punto si arresta. Le cause possono essere almeno tre:
- è difficile trovare nuovi investitori disposti ad acquistare ulteriori diritti ad un prezzo che nel frattempo è diventato elevato;
- chi ha comperato diritti in precedenza è spinto a vendere i titoli per monetizzare il guadagno;
- le ottimistiche prospettive di guadagno precedentemente formulate possono essere riviste e ridimensionate.

Alla fase di crescita dei valori segue dunque una fase opposta, durante la quale si assiste ad un calo considerevole delle quotazioni. All'eccesso di vendite contribuiscono la consapevolezza che, di fronte a prospettive economiche meno ottimistiche, i valori dei titoli trattati sono destinati a calare, e la volontà di molti possessori di titoli di cederli prima che si verifichino ulteriori diminuzioni del valore.

### Fasi
Come spiegato nella seconda parte della teoria di Dow, il mercato finanziario si evolve per fasi cicliche più o meno regolari:
1. Fase di accumulazione: a crescita piuttosto moderata e regolare e caratterizzata da volumi in aumento e relativamente elevati; è una fase in cui si cominciano a muovere capitali di operatori istituzionali.
2. Bolla speculativa: durante questa fase il mercato prende una direzione decisamente rialzista e molti operatori, anche medio-piccoli, si inseriscono nel mercato. A questa fase, che porta i corsi azionari molto in alto con prezzi gonfiati, segue un periodo breve di ulteriore aumento dei valori di mercato in cui gli investitori istituzionali cominciano ad alleggerire le posizioni vendendo agli investitori occasionali.
3. Scoppio della bolla: un crollo improvviso del mercato. Tale crollo di solito riporta i valori di mercato indicativamente ai valori originari di inizio ciclo facendo perdere agli investitori non istituzionali gran parte del capitale investito. All'esplosione della bolla speculativa è legato anche il tema della falsificazione del bilancio e del sistema premiante dei manager, in particolare il meccanismo delle stock option.

## Elenco di bolle speculative
- Bolla dei tulipani
- Bolla delle dot-com
- Bolla della South Sea Company
- Bolla immobiliare
- Panico del 1792
- Panico del 1818
- Panico del 1825
- Panico del 1837
- Panico del 1857
- Panico del 1873
- Panico del 1907
- Martedì nero
- Bolla Australiana Poseidon
- Bolla Immobiliare della Florida
- Bolla degl'Anni Ruggenti
- Bolla del Canale della Manica
- Bolla del Venerdì nero - Deutschen Gründerzeit
- Bolla Evergrande - Immobiliare cinese
- Bolla delle Ferrovie Statunitensi
- Bolla delle Cryptocurrencies
- Bolla speculativa giapponese
- Union Générale
- Crisi economica del 2008
- Bolla immobiliare irlandese
- Everything bubble
- Bolla del Biotech
- Bolla delle Azioni Concettuali
- Bolla della Louisisana Francese - Mississippi